# Jean-Henri-Guillaume Krombach
Jean-Henri-Guillaume Krombach ou Johann Heinrich Wilhelm Krombach, né le 16 septembre 1791 à Moers près de Krefeld en Prusse, décédé le 23 février 1881 à Luxembourg, était un botaniste, agronome et pharmacien luxembourgeois.

## Biographie
Jean-Henri-Guillaume Krombach était professeur de botanique et d'agronomie dans les collèges de  Diekirch et Ettelbruck.
Par la loi de naturalisation du 6 mars 1850, il obtient la nationalité luxembourgeoise.

## Engagements
- Président de la Société de botanique du Grand-Duché de Luxembourg (à partir de 1872)[2]
- Membre de la Société de chimie de France
- Membre de l'Institut royal grand-ducal, section des sciences naturelles
- Membre de la Société médicale
- Membre de la Société royale agricole
- Membre du Cercle agricole et horticole du Grand-Duché de Luxembourg

## Distinctions
- Croix de fer
- Médaille de Sainte-Hélène

## Œuvres
- Krombach, J.-H.-G., 1875. Flore du Grand-Duché de Luxembourg. Plantes phanérogames, Joris, Lëtzebuerg, 564 p.[3]